# Валамара
Валамара е планина в югоизточната част на Албания, част от веригата т.нар. албански планини.
Състои се от основно било в посока север-юг с дължина 13 км, което има до 10 km широчина на места. Най-високият ѝ връх има надморска височина 2373 m, т.е. с 3 m под тази на връх Ботев. Разположена е между долините на Шкумбини на север и Девол на юг. Административно планината попада в уединен и почти необитаем район на границата между областите Корча и Елбасан.
Денивелацията ѝ е 1526 m – от най-ниската точка в подножието ѝ, което я прави внушителна. Топонимията в областта ѝ е от старобългарски произход и предвид на това, че е попадала в обхвата на Деволския комитат и Валонското княжество.
След Валамара, най-високите точки на планината са върховете Гури а Топи (2120 m надморско равнище), в северната ѝ част, и Лени (2012 m надморско равнище).  Южните и западни склонове на Валамара се спускат стръмно към река Девол, която образува дълбок пролом между планината с Островица и Томор. Източните склонове на Валамара са гористи, като има и няколко ледникови езера.  По-ниските източни склонове на планината са доминирани от дъб, а над 1300 m - от бук (горския пояс достига 2000 m надморско равнище) Срещат се и ели. 
Валамара е почти девствена от човешка дейност планина. Планината се разкрива внушително на югозапад от Галичица. По права линия от връх Валамара до връх Томор, с бекташкото му теке, са 28.5 km, а при ясна видимост гледката е фантастична.